# Amt Jöllenbeck
Das Amt Jöllenbeck war ein Amt im Kreis Bielefeld in Nordrhein-Westfalen. Es existierte von 1843 bis 1972. Sein Gebiet liegt heute im Bielefelder Stadtbezirk Jöllenbeck.

## Geschichte
Bis 1806 gehörten die beiden Dörfer Niederjöllenbeck und Oberjöllenbeck, die zusammen das Kirchspiel Jöllenbeck bildeten, zur Vogtei Schildesche im Amt Sparrenberg der Grafschaft Ravensberg. Die Grafschaft Ravensberg gehörte seit dem 17. Jahrhundert zu Preußen. In der napoleonischen Zeit gehörten Nieder- und Oberjöllenbeck zunächst von 1807 bis 1810 zum Kanton Werther im Distrikt Bielefeld des Königreichs Westphalen.
1811 kam es zu umfangreichen Änderungen der Verwaltungsgliederung im Raum Bielefeld, da das Gebiet nördlich des Johannisbachs von Frankreich annektiert wurde. Von 1811 bis 1813 gehörten Nieder- und Oberjöllenbeck zum Kanton Enger des Arrondissements Minden im französischen Departement der Oberen Ems und bildeten zusammen die Mairie Jöllenbeck.
Nach dem Ende der Franzosenzeit fiel das Ravensberger Land 1813 wieder an Preußen. Im Rahmen einer großen Verwaltungsreform wurde Preußen in neu eingerichtete Provinzen, Regierungsbezirke und Kreise gegliedert. 1816 wurde im Regierungsbezirk Minden der Provinz Westfalen der Kreis Herford gebildet, in dem Nieder- und Oberjöllenbeck zusammen mit Laar, Eickum, Diebrock und Stedefreund einen Verwaltungsbezirk bildeten.
Zum 1. Januar 1832 wurden Nieder- und Oberjöllenbeck in den Kreis Bielefeld umgegliedert. Im Rahmen der Einführung der Westfälischen Landgemeindeordnung wurde im Dezember 1843 im Kreis Bielefeld das Amt Jöllenbeck gebildet, das aus den beiden Gemeinden Niederjöllenbeck und Oberjöllenbeck bestand. Bis 1922 wurde das Amt vom Amtmann des benachbarten Amtes Schildesche in Personalunion mitverwaltet.

Das Amt Jöllenbeck im Kreis Bielefeld in den Grenzen von 1969

1930 kam es zu einer umfangreichen kommunalen Neuordnung des Raums Bielefeld. Das Amt Schildesche wurde aufgelöst, da ein großer Teil von ihm nach Bielefeld eingemeindet wurde. Theesen und Vilsendorf aus dem aufgelösten Amt Schildesche kamen neu zum Amt Jöllenbeck. Nieder- und Oberjöllenbeck wurden am 10. August 1952 zur Gemeinde Jöllenbeck zusammengeschlossen. Das Amt bestand seitdem aus drei Gemeinden:
1. Jöllenbeck (Amtssitz)
2. Theesen
3. Vilsendorf

Durch das Gesetz zur Neugliederung des Raumes Bielefeld wurden zum 31. Dezember 1972 die drei Gemeinden des Amtes Jöllenbeck nach Bielefeld eingemeindet und das Amt aufgelöst. Rechtsnachfolger des Amtes wurde die vergrößerte Stadt Bielefeld. Jöllenbeck, Theesen und Vilsendorf bilden heute den Bielefelder Stadtbezirk Jöllenbeck.

## Einwohnerentwicklung
| Jahr | Einwohner | Quelle |
| ---- | --------- | ------ |
| 1843 | 04.403    | [ 11 ] |
| 1864 | 03.838    | [ 12 ] |
| 1885 | 03.745    | [ 13 ] |
| 1910 | 04.409    | [ 14 ] |
| 1925 | 04.599    | [ 13 ] |
|      |           |        |
| 1939 | 08.836    | [ 15 ] |
| 1950 | 11.832    | [ 15 ] |
| 1961 | 13.200    | [ 15 ] |
| 1966 | 13.410    | [ 6 ]  |
| 1970 | 13.599    | [ 15 ] |

Bis 1925 ohne Theesen und Vilsendorf

## Wappen
Nach Einweihung des neuen Amtshauses am 16. Februar 1936 genehmigte der Oberpräsident der Provinz Westfalen am 31. Oktober 1936 die Führung eines Wappens, welches der Grafiker Waldemar Mallek in Münster entworfen hatte. Es zeigt im Hintergrund die drei Sparren der Grafschaft Ravensberg und eine Garnhaspel, wie sie von den Jöllenbecker Leinewebern verwendet wurde.

## Kirchliche Zugehörigkeit
Das Amt Jöllenbeck war bis 1930 weitgehend deckungsgleich mit dem evangelischen Kirchspiel Jöllenbeck. Die Jöllenbecker Marienkirche war die Pfarrkirche des Kirchspiels.